# Zacualpan de Amilpas
Zacualpan de Amilpas est un municipio du Morelos au Mexique.

## Étymologie
"Zacualpan" provient de: tzacual-li, "couvre-chose" et pan, "au-dessus", et le tout signifie donc “sur une chose couverte”.

## Histoire de Zacualpan de Amilpas
Le municipio appartenait à l'intendance de Puebla. En 1849, à la création des districts de Morelos, les municipios de Ocuituco, Zacualpan de Amilpas et de Yautepec étaient à peine créés qu'ils refusaient l'autorité de Cuernavaca. Lors de la création du Morelos, Zacualpan de Amilpas fut rattachée au district de Cuautla Amilpas.